# 職業訓練指導員 (電子科)
職業訓練指導員 (電子科)（しょくぎょうくんれんしどういん でんしか）は、職業訓練指導員免許のうちの1つ。厚生労働省管轄。

## 受験資格
職業訓練指導員免許の受験資格と試験免除を参照。
総合無線通信士、第一級又は第二級陸上無線技術士、第一級又は第二級アマチュア無線技士の保有者、電子機器国家試験合格者は実務経験不要。
さらに第一級陸上無線技術士の保有者は、「実技」、「系基礎学科」、「専攻学科」の各試験が免除され、「指導方法」の学科試験のみでよい。また、電子機器国家試験合格者は、「系基礎学科」、「専攻学科」の各試験が免除され、「指導方法」の学科試験と「実技」のみでよい。

## 試験科目

### 学科試験
1. 指導方法（職業訓練原理、教科指導法、訓練生の心理、生活指導及び職業訓練関係法規）
2. 関連学科
  1. 系基礎学科
    1. 電気理論（電気磁気学　直流及び交流理論）
    2. 電子工学（デジタル回路　アナログ回路　半導体工学　測定法）
    3. 電気・電子機器（電気機器　電子機器）
    4. 材料（電気材料　電子部品）
    5. 安全衛生（安全管理　衛生管理）

  2. 専攻学科
    1. 通信工学（情報理論　通信システム方式　伝送工学　通信処理）
    2. 機器設備（端末設備　伝送交換設備　ネットワーク）
    3. 制御工学（制御理論　数値制御　コンピュータ制御）
    4. 工作法（電子回路の設計　電子機器の組立て、修理及び調整法）

### 実技試験
1. 通信設備
2. 電子機器組立て